# Bolsa subacromial
La  bolsa subacromial es la cavidad sinovial situada justo debajo del acromion, que comunica con la bolsa subdeltoidea en la mayoría de los individuos, formando la llamada bolsa subacromial-subdeltoidea (SSB).

La bolsa SSB se encuentra bajo el músculo deltoides y el arco coracoacromial y se extiende lateralmente más allá de la unión del húmero del manguito de los rotadores, la parte anterior para recubrir la ranura intertubercular, medial a la articulación acromioclavicular, y posteriormente sobre el manguito de los rotadores. La bolsa SSB disminuye la fricción y permite el libre movimiento del manguito de los rotadores en relación con el arco coracoacromial y el músculo deltoides.

## Patologías

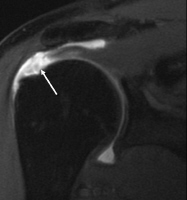
Radiografía de la lesión de hombro

El anatomista y cirujano francés, Jean-François Jarjavay se acredita como el primero en describir los procesos mórbidos de la SSB en 1867. Desde entonces, los estudios histológicos han documentado que la membrana sinovial puede sufrir cambios inflamatorios y / o degenerativas y muchos ahora creen que corresponden a diferentes etapas en el espectro de la enfermedad, con la inflamación de larga duración que conduce a la degeneración y fibrosis.
- Datos: Q7630704